# بول وايلد
بول وايلد (بالإنجليزية: Paul Wild)‏ (و. 1925 – 2014 م) هو عالم فلك، وأستاذ جامعي من سويسرا .
توفي في برن، عن عمر يناهز 89 عاماً.

## التعليم
تعلم في المعهد الفدرالي للتكنولوجيا بزورخ

## مناصب وهيئات
أدار جامعة برن.